# Nickel City Opera
A Nickel City Opera (más néven NC Opera Buffalo vagy NCO) amerikai operatársulat, melynek otthona a New York állambeli Buffalo városában van, a Buffalo belvárosának színházi negyedében található Shea´s Performing Arts Center néven működő előadó-művészeti központban. A 2004-ben alapított Nickel City Opera ma az Egyesült Államok egyik jelentős operatársulatai közé sorolható, a Shea´s Performing Arts Center-beli több mint 3000 férőhelyes színháztermével az egyik legnagyobb befogadóképességű operaházban tartja előadásait. A társulat fő-zeneigazgatója 2017-től 2021-ig Matthias Manasi volt. Nevét Buffalo város gúnynevéről – Nickel City (Ötcentes város) – vette fel.
Az NCO alapítása 2004-ben Valerian Ruminski operaénekes nevéhez fűződik, akinek felkérésére számos opera született, ezek ősbemutatóit, ill. jelentős művek színpadra állítását köszönheti neki a társulat. Az NCO társulata a Buffalói Filharmonikus Zenekarral együttműködve a 18. századi barokktól és a 19. századi bel cantótól a 20. századi minimalizmuson át a 20. és 21. századi kortárs operákig sokszínű darabokat színpadra
visz. A darabok színpadi megvalósítása igen változatos, a hagyományos díszletektől egészen a modern művészi koncepciót felvonultató előadásokig.
Az NCO az eredetileg moziként emelt, 3019 férőhellyel rendelkező Shea´s Performing Arts Center színház-épületében működik, melyet a közismert chicagói Rapp and Rapp cég tervezett. Az épület az európai operaházak stílusá ihlette, francia és spanyol barokk, illetve rokokó díszítőelemeket ötvöz, a belsőépítészeti kialakítást pedig a világhírű designer-művész, Louis Comfort Tiffany tervezte, a belső tér legtöbb díszítőelemét máig megtartották. Az eredetileg közel 4000 ülőhelyet az 1930-as években a jelenlegi 3019-re csökkentették, nem utolsósorban azért, hogy a zenekari árok méretének növelésével a zenekar számára is nagyobb helyet biztosítsanak.

## Története
A 2004-ben alapított Nickel City Opera első operaelőadását a New York állam nyugati részén fekvő North Tonawanda település színházában, a Riviera Theaterben 2009 júniusában tartotta, ekkor Gioachino Rossini A sevillai borbély c. operáját mutatták be. A következő évben, 2010-ben Giuseppe Verdi Rigolettóját vitték színpadra. A társulat a New York állam nyugati részén élők számára törekszik a keleti partvidék operaelőadásaihoz hasonló értéket nyújtani. Az NCO repertoárja ma már több mint 30 operát tartalmaz, és olyan művek kerültek színpadra előadásukban, mint A trubadúr, a Bohémélet, a Don Pasquale, Az ezred lánya, a Rigoletto, a Salome, a Tosca, A köpeny, A színigazgató, Figaro házassága, a Traviata, A sevillai borbély, a Lohengrin és Gian Carlo Menotti Amahl és az éjszakai látogatók című operája vagy Richard Wargo The Music Shop című vígoperája.
Az NCO produkcióiban olyan énekesek léptek fel, mint Adam Klein, Eric Fennell, John Packard, Zulimar López-Hernández, Marc Freiman, Michele Capalbo, Victoria Livengood, Elizabeth Blancke-Biggs, Eduardo Villa, Ray Chenez, James Wright, David MacAdam és Marieterese Magisano.
2011-ben kiemelt kulturális eseménynek számított, hogy az NCO Giacomo Puccini A köpeny című produkcióját Henry Akina rendezésében, a USS The Sullivans (DD-537) hadihajó fedélzetén mutatta be, amely az Egyesült Államok haditengerészetének leszerelt Fletcher osztályú rombolója, egyúttal Buffalo egyik nevezetessége, ez napjainkban a Buffalo and Erie County Naval & Military Parkban horgonyzó múzeumhajó. A hadihajó – USS The Sullivans (DD-537) – a színpadi díszlet szerves része volt.
A 2016/17-es évaddal kezdődően a Nickel City Opera zenei vezetését Matthias Manasi vette át, őt nevezték ki az új fö-zenei igazgatónak és vezető karmesternek.
A COVID-19 járvány idején 2020 márciusától fogva az NCO operának nem volt lehetősége operaműveket színre vinni a Shea’s Performing Arts Centerben.
Az Earl W. Brydges Artpark State Park művészeti parkba 2021. augusztus 7-29 közé tervezett Verdi Aida előadásait szintén a COVID-19 világjárvány alatti korlátozások miatt törölték.
2023 júniusában az NCO újból bemutatta Rossini operáját, A sevillai borbélyt a Nichols Flickinger Performing Arts Centerben.
Az NCO operánál olyan nemzetközi hírnévnek örvendő színpadi rendezők dolgoznak, mint David Grabarkewitz, aki 2008-ban rendezte a New York City Opera Emmy-díjas produkcióját, Puccini Pillangókisasszony előadását a Public Broadcasting System (PBS) számára, valamint Marc Verzatt, akit a Classical Singer magazin 2006-ban az év kiemelkedő színpadi rendezőjének választott.

### Opera America Service Award
2017 májusában mind az NCO, mind Valerian Ruminski, a társulat művészeti igazgatója az Opera America szervezet közszolgálatért járó Service Award kitüntetésében részesült, amellyel azokat díjazzák, akik „népszerűsítik az operát a közösségükben, és fáradhatatlanul dolgoznak a lehető legmagasabb művészi minőség és a közösségért végzett szolgálat biztosítása érdekében". A Dallasban tartott ünnepségen Marc A. Scorca, az Opera America elnök-vezérigazgatója a következőket mondta: „Az Opera America munkatársai és tagjai nevében, kérem, fogadja gratulációmat, és ezúton is köszönjük az opera területén végzett kivételes munkáját."

## Amerikai és nemzetközi premierek
2016 júniusában az NCO adta a Persis Vehar által komponált és Gabrielle Vehar librettójával készült, McKinley elnök meggyilkolásáról szóló SHOT! világpremierjét, amelyet Michael Ching karmester és David Grabarkewitz rendező irányításával a Shea's Performing Arts Centerben mutattak be. William McKinley elnök szerepét Valerian Ruminski, Ida McKinley szerepét Marieterese Magisano énekelte, Leon Czolgosz szerepében John Packard, Emma Goldman szerepében Michele Capalbo, Bull buffalói rendőrfelügyelő szerepében Fred Furnari lépett színre, az előadásban a 40 énekesből álló kórus és a Buffalói Filharmonikus Zenekar is közreműködött. A díszletek az 1901-es Pánamerikai Kiállítás jeleneteit idézték, a 40 láb széles vetítővásznon a kiállításról készült eredeti Edison-felvételek és ritka történelmi fotók elevenedtek meg.
2021 júniusában az NCO a Sotto Voce Vocal Collective operatársulattal együttműködve mutatta be Jessie Downs The Second Sight című operájának világpremierjét.

## Igazgatók

### Fö-zeneigazgatók / első karmesterek
Michael Ching 2012 és 2017 között volt az Nickel City Opera fö-zeneigazgatója és első karmestere. Utódja, Matthias Manasi 2017-től 2021-ig volt az NCO fö-zeneigazgatója és első karmestere. Az NCO szerepelt továbbá számos neves vendég karmesterrel is.
- Michael Ching (fö-zeneigazgató, 2012-2017)
- Matthias Manasi (fö-zeneigazgató, 2017-2021)

### Színpadi rendezők
Az NCO operaprodukcióit színpadra állító rendezők között olyan nemzetközileg is ismert művészek szerepelnek, mint David Grabarkewitz, aki a PBS számára a New York City Operánál Puccini Pillangókisasszony c. operáját vitte színre, amely 2008-ban Emmy-díjat nyert. Marc Verzatt, akit a Classical Singer 2006-ban az év kiemelkedő rendezőjének választott, szintén rendezett operaprodukciókat az NCO részére.

## Előadóhelyek
- Shea´s Performing Arts Center (Buffalo) (3019 férőhely)
- Riviera Theatre (North Tonawanda, New York) (1149 férőhely)
- Artpark Mainstage Theatre (2400 férőhely)
- Artpark Amphitheatre (4400 férőhely)
- Nichols Flickinger Performing Arts Center (Buffalo) (460 férőhely)